# Isabel Valenzuela
Isabel Margarita Valenzuela Ahumada (Las Condes, Santiago, 11 de diciembre de 1980) es una trabajadora social y política chilena, militante de la Unión Demócrata Independiente. Desde el 28 de junio de 2021, se desempeña como alcaldesa de Colina en Santiago de Chile.

## Biografía
Nació en la ciudad de Santiago en 1980, hija de Felipe Valenzuela Undurraga e Isabel Margarita Ahumada Ramírez. En 1999 entró a estudiar Trabajo Social en la Universidad del Pacífico, titulándose de Asistente Social en 2003. 
Su carrera profesional ha sido desarrolla casi por completo en Colina, interrumpida solo por un breve paso por el SernamEG. En Colina, ejerciendo distintas funciones y roles, ha podido ejercer su profesión contribuyendo de manera efectiva al desarrollo comunitario de los habitantes de dicha comuna, que le llaman coloquialmente como "la gringa".
En 2021, fue proclamada como candidata a alcaldesa de la UDI por Colina para las elecciones municipales de mayo del mismo año. Resultó electa con 11.312 votos, equivalentes al 27,36% del total de sufragios, convirtiéndose así en la sucesora del alcalde en funciones; Mario Olavarría y en la primera mujer en ostentar dicho cargo desde 1985.
En las elecciones municipales de 2024 se presentó como candidata a la reelección, resultado electa Alcaldesa de Colina para el período 2024 - 2028 con una de las más altas mayorías del país.

## Controversias

### Auditoría de Contraloría General de la República
Tras un reportaje por parte de Mega, se reveló que la Contraloría General de la República de Chile objetó cerca de $2.300 millones de la Corporación de Deportes de la Municipalidad de Colina, por dineros que habrían llegado al patrimonio del club de fútbol de la comuna Deportes Colina, además de un conflicto de intereses de la alcaldesa, quien aparece como dueña de acciones del club que no fueron mencionadas en su declaración de patrimonio. La alcaldesa acusó un informe sesgado en su contra, además de indicar que habría vendido las acciones a su dominio.

## Historial electoral

### Elecciones municipales de 2021
- Elecciones municipales de 2021, para la alcaldía de Colina, Región Metropolitana[4]

| Candidato                   | Pacto                  | Partido | Votos  | %     | Resultado |
| --------------------------- | ---------------------- | ------- | ------ | ----- | --------- |
| Isabel Valenzuela Ahumada   | Chile Vamos            | UDI     | 11.312 | 27,36 | Alcaldesa |
| Andrés Vásquez Medina       | Unidos por la Dignidad | PDC     | 8.846  | 21,40 |           |
| Gonzalo Torres Ferrari      | Independiente          | Ind.    | 8.303  | 20,08 |           |
| Mauricio Morán Avendaño     | Independiente          | Ind.    | 6.072  | 14,69 |           |
| Alejandra Bravo Hidalgo     | Independiente          | Ind.    | 2.456  | 5,96  |           |
| Elisa Gálvez Espinace       | Frente Amplio          | RD      | 2.339  | 5,66  |           |
| Alejandra Alvarez Chaparro  | Independiente          | Ind.    | 1.140  | 2,76  |           |
| Rigoberto Mansilla Mansilla | Dignidad Ahora         | Ind.    | 873    | 2,11  |           |

### Elecciones municipales de 2024
- Elecciones municipales de 2024, para la alcaldía de Colina, Región Metropolitana[5]

| Candidato                     | Pacto               | Partido       | Votos  | %     | Resultado |
| ----------------------------- | ------------------- | ------------- | ------ | ----- | --------- |
| Isabel Valenzuela Ahumada     | Chile Vamos         | UDI           | 56.947 | 67,85 | Alcaldesa |
| Nicolás Pavéz Cuevas          | Contigo Chile Mejor | Frente Amplio | 16.987 | 20,24 |           |
| Luis Francisco Salinas Segura | Independiente       | Ind.          | 9.997  | 11,91 |           |